# Trèfle de montagne
Trifolium montanum
Espèce
Classification phylogénétique
Statut de conservation UICN

 LC  : Préoccupation mineure
Le Trèfle de montagne (Trifolium montanum) est une espèce de plantes à fleurs de la famille des Fabaceae. C'est une plante herbacée vivace trouvée en Europe.

## Description
C'est une plante assez petite, en touffe, aux tiges le plus souvent non ramifiées, aux feuilles trilobées, les inférieures aux folioles ovales, les supérieures aux folioles pointues, aux fleurs blanc-jaunâtre.

## Caractéristiques
- Organes reproducteurs :
  - Type d'inflorescence : racème capituliforme
  - Répartition des sexes :  hermaphrodite
  - Type de pollinisation :  entomogame
  - Période de floraison :  mai à juillet
- Graine
  - Type de fruit :  gousse
  - Mode de dissémination :  épizoochore
- Habitat et répartition
  - Habitat type : pelouses basophiles médioeuropéennes occidentales, mésohydriques, des prés secs et bois clairs sur substrat calcaire
  - Aire de répartition : européen.

Données d'après : Julve, Ph., 1998 ff. - Baseflor. Index botanique, écologique et chorologique de la flore de France. Version : 23 avril 2004.

## Statuts de protection, menaces
L'espèce n'est pas encore évaluée à l'échelle mondiale et européenne par l'UICN. En France, elle est classée comme non préoccupante .
Toutefois localement l'espèce est considérée en danger-critique (CR) en région Centre et Picardie ; en danger (EN) en Limousin, comme vulnérable (VU) en Champagne-Ardenne. Elle a disparu (RE) en Nord-Pas-de-Calais et Île de France.
Cette espèce est protégée en région Limousin (Article 1).